# درخت بادبزنی کیسه‌ای
درخت بادبزنی کیسه‌ای (انگلیسی: Pterocarpus marsupium) درختی متوسط تا بزرگ و برگ‌ریز است که می‌تواند تا ارتفاع ۳۰ متر رشد کند. این گیاه بومی هند (در بخش‌هایی از گات‌های غربی در منطقه کارناتاکا-کرالا و جنگل‌های هند مرکزی)، نپال و سری‌لانکا است.

## گیاه‌شناسی
درختی است اغلب با تنه پیچ‌خورده یا دوتایی، تا ارتفاع ۳۰ متر رشد می‌کند، ضخامت پوست تنه تا ۱٫۵ سانتی‌متر، خاکستری تا قهوه‌ای تیره، خشن و از نظر طولی عمیقاً ترک خورده‌است. برگ‌های در حال رشد متناوب به طول ۷ تا ۱۱ سانتی‌متر، پینه‌ای هستند و معمولاً دارای پنج تا هفت برگ ساقه‌دار و متناوب در حال رشدند. تیغه‌های دراز تا بیضی شکل آنها در پایه گوه‌ای شکل است، معمولاً در راس مات و در اطراف آن محکم است، آن‌ها از هر دو طرف سبز تیره، چرمی و بدون کرک هستند. گل‌های زرد، معطر و دوجنسه روی ساقه‌های کوتاه حدود ۱ سانتی‌متر ارتفاع دارند، دارای براکت‌های کوچک، دوشاخه‌ای هستند و در قسمت‌های بزرگ انتهایی یا شیاردار رشد می‌کنند. جام لوله‌ای زنگوله‌ای آن‌ها دارای پنج لوب کوتاه است که دو قسمت بالایی به هم آمیخته شده‌اند. تاج دوتایی قائم، دوبرابر جام، دارای پنج برگ با میخ‌های بلند و حاشیه موج‌دار، طاووس گرد، بال‌های شیب‌دار و آونگ مات است. این گل دارای ده پرچم است که به پنج عدد در هم آمیخته شده‌اند، رشته‌های هم طول بساک کروی است. یک تکه پایین بیضه شامل دو تخم است، سر خمیده با یک شکاف سر مانند به پایان رسیده‌است. 
گل‌های شکوفه از ژوئن تا اکتبر ظاهر می‌شوند، میوه‌ها از دسامبر تا مارس می‌رسند و تا اردیبهشت روی درخت باقی می‌مانند. میوه‌ها گرد، مسطح و باله‌پهن، غلاف‌های بدون شکاف، به طول ۳ تا ۵ سانتی‌متر و به رنگ قهوه‌ای مایل به قرمز هستند. آنها حاوی یک دانه کلیه‌شکل‌اند که توان جوانه‌زنی خود را برای یک سال حفظ می‌کند. درختان منحصراً از طریق بذر تکثیر می‌شوند که پس از چند روز خیساندن در آب در ماه مارس در خاک گرم کاشته می‌شوند.

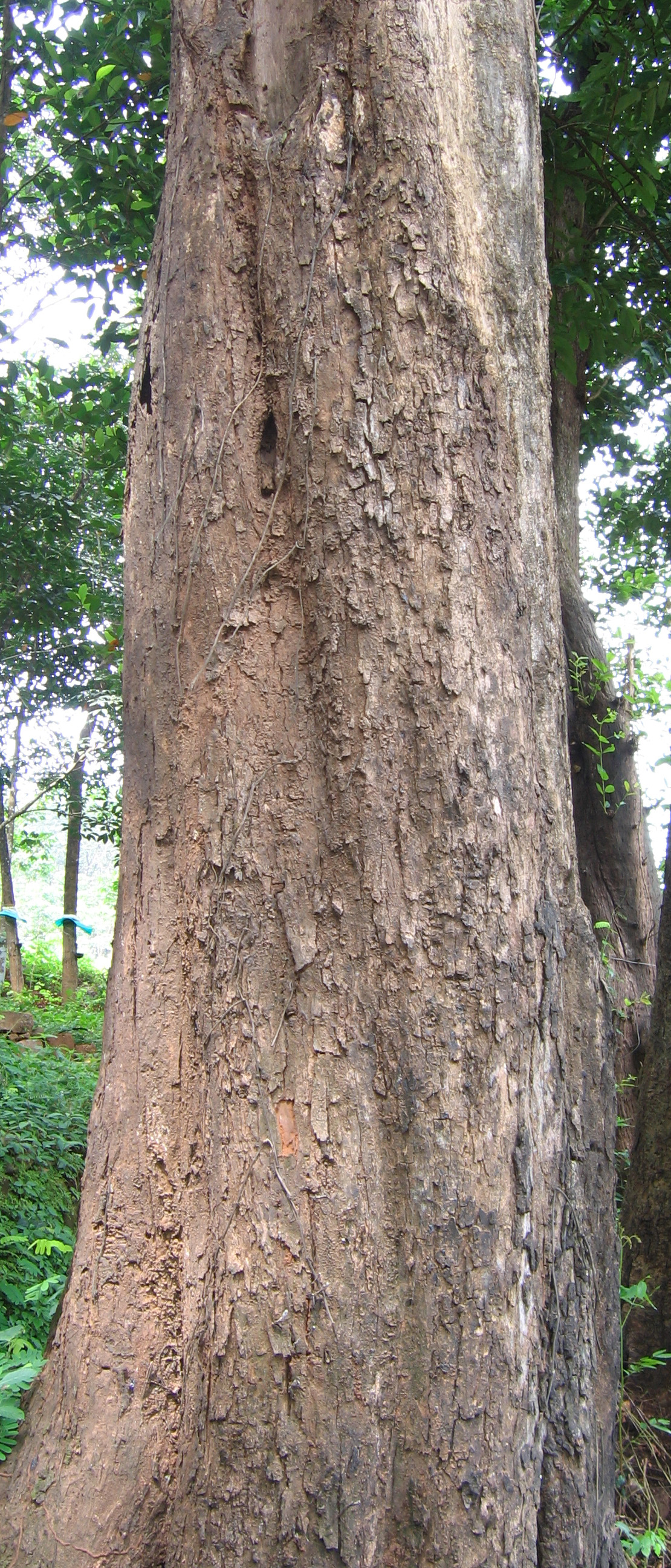
تنه
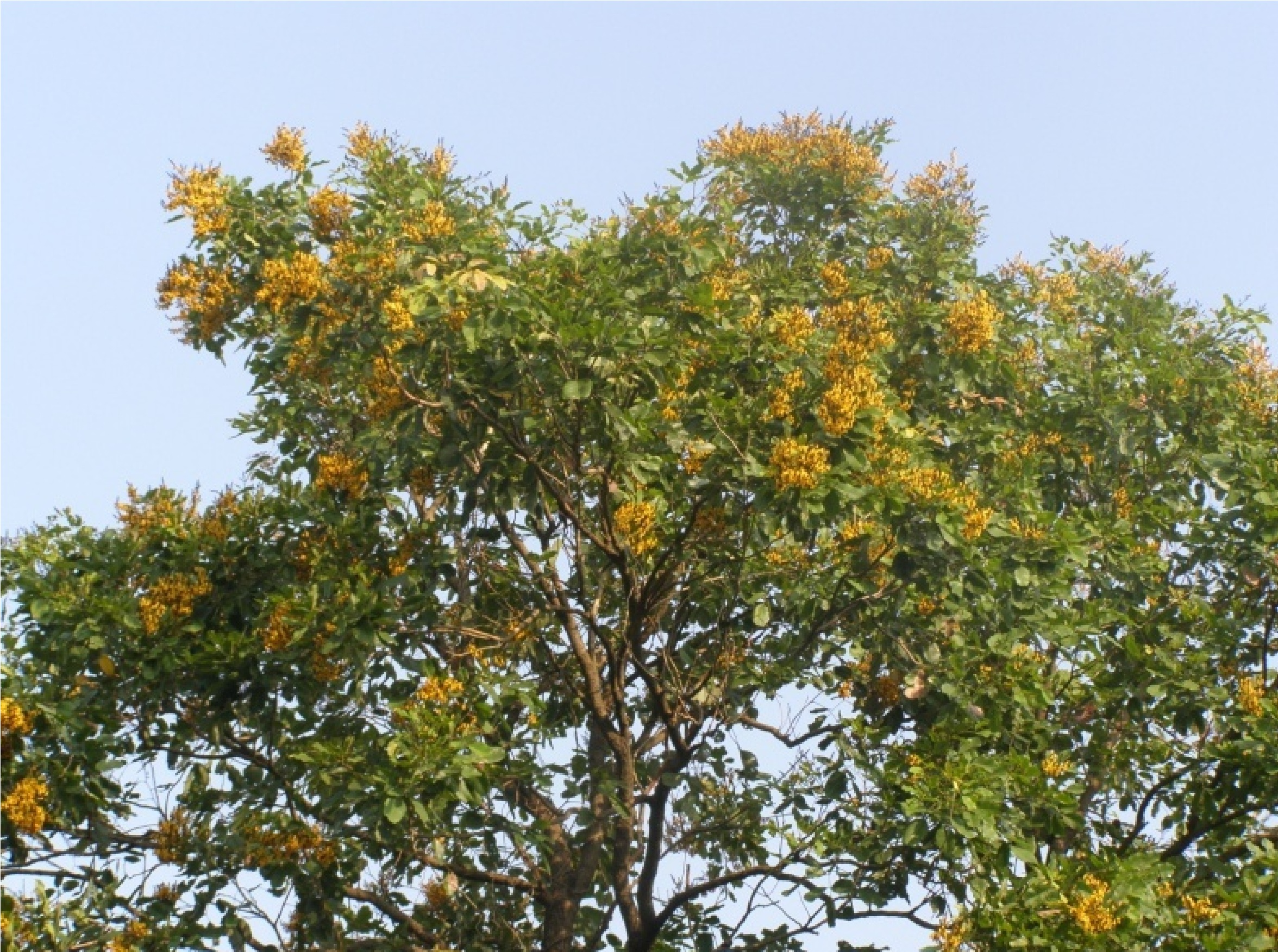
درخت
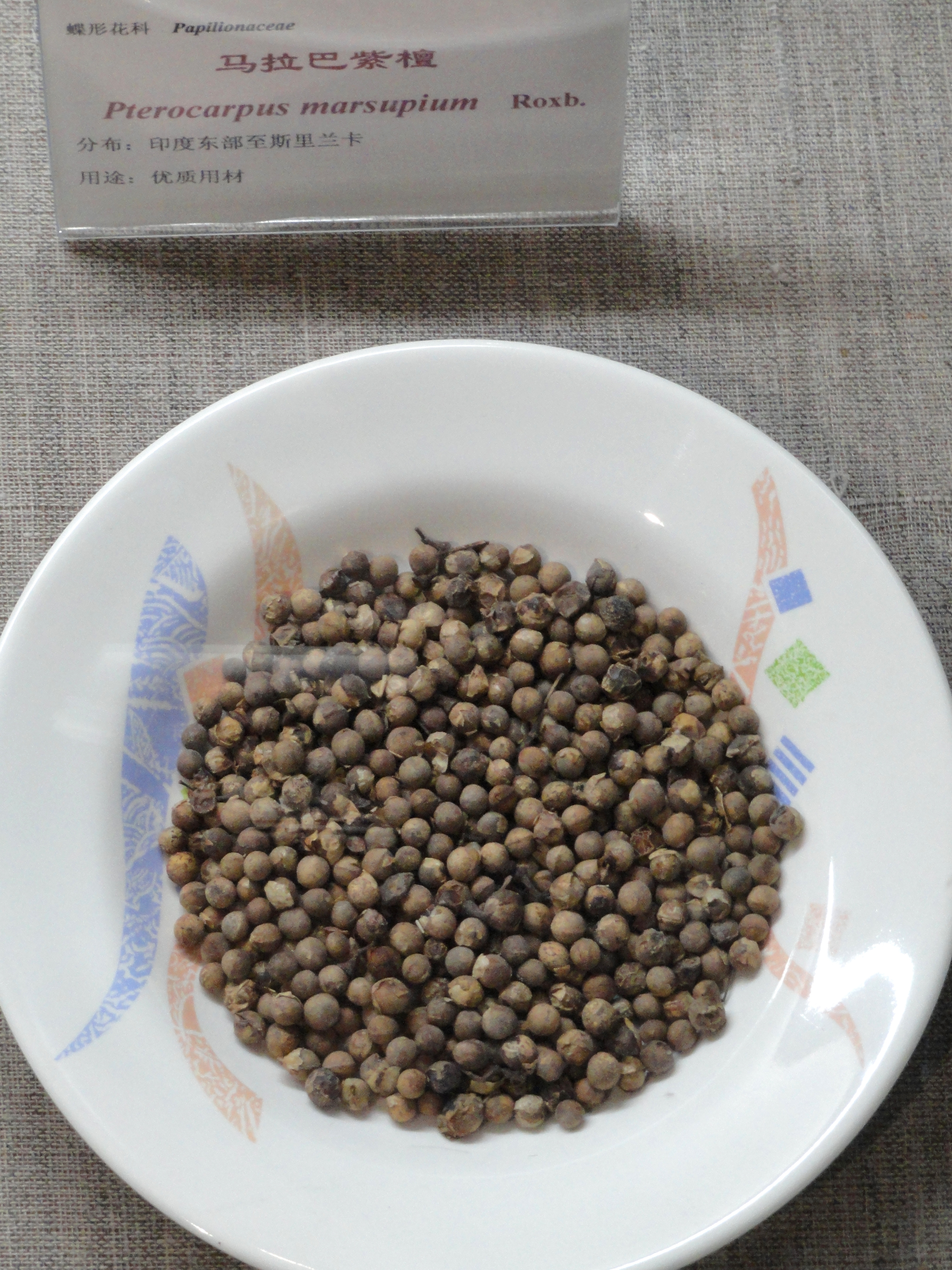
دانه‌ها (باغ گیاه‌شناسی کونمینگ)